# Kloster Waldsassen
Das Kloster Waldsassen (lateinisch Abbatia B.M.V. Waldsassi) ist eine Abtei der Zisterzienserinnen und steht in der Nachfolge einer ehemaligen Zisterzienserabtei in Waldsassen in der Oberpfalz im Bistum Regensburg in Ostbayern.

## Geschichte

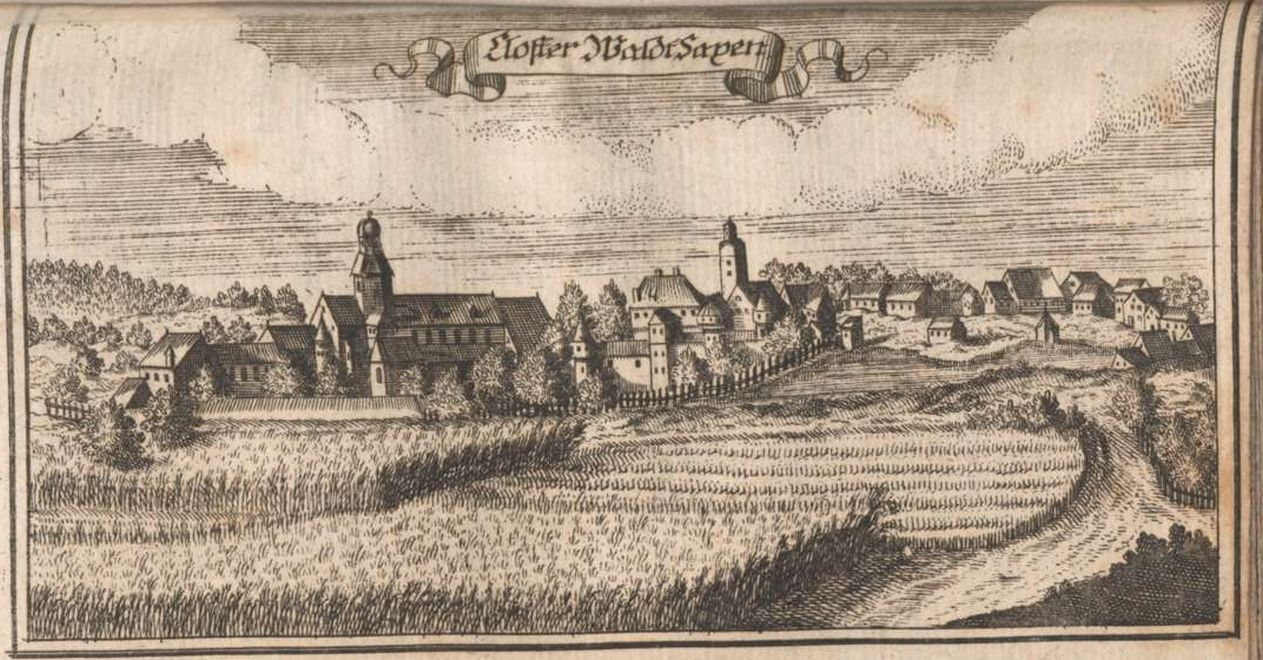
Kupferstich des Klosters Waldsassen von Johann Ulrich Krauß aus dem Churbaierischen Atlas des Anton Wilhelm Ertl von 1687

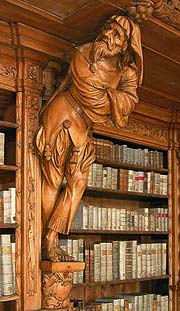
Der Ignorant, Holzfigur von Karl Stilp in der Stiftsbibliothek

Das dem  Patronat  der Heiligen Jungfrau Maria anvertraute Kloster wurde um 1133 durch den Markgrafen des Nordgaus, Diepold III. von Vohburg, der Mönche aus dem Kloster Volkenroda ins Land holte, als Zisterzienserkloster gegründet. Es gehörte zur Filiation der Primarabtei Morimond und bekam 1147 aufgrund eines Privilegs König Konrads III. aus dem Hause der Staufer die Reichsunmittelbarkeit, wurde gefürstete Zisterzienser-Abtei, entfaltete eine rege kolonisatorische und wirtschaftliche Tätigkeit und geriet in Konflikte mit dem Magistrat der benachbarten Reichsstadt der Staufer Eger, dem heutigen Cheb in Tschechien, der ähnliche Pläne verfolgte. Der in den Besitz des Klosters Waldsassen gelangte umfangreiche Grundbesitz wurde zum Teil an Ministeriale vergeben, die als Pfleger und Richter eingesetzt wurden und unabhängig vom Kloster wirtschaften konnten. Diese wurden in vorhandenen oder neuerrichteten befestigten Wohnsitzen ansässig und bauten sie in wirtschaftlich günstigen Zeiten zu Schlossgebäuden um.
Im Jahre 1142 gründete das Kloster Waldsassen mit Zustimmung des böhmischen Herzogs Vladislav II., des Bischofs Otto in Prag und des Bischofs Heinrich Zdik in Olmütz ein erstes Zisterzienserkloster in Sedletz in Böhmen, diesem folgten 1194 das Kloster Osek und 1166 das Kloster Walderbach, das gegen die Klostergründung Kloster Bronnbach in Baden eingetauscht worden war. Im Jahre 1179 weihte der Regensburger Bischof Konrad II. in Anwesenheit Kaiser Friedrich Barbarossas eine im romanischen Stil erbaute dreischiffige Basilika. Papst Lucius III. stellte das Kloster Waldsassen 1185 pro forma unter den Schutz der römischen Kurie und bestätigte dessen ausgedehnte Grundherrschaft mit den beachtlichen Einnahmen, denn damals gehörten Münchenreuth, Pechtnersreuth, Hundsbach, Schloppach, Mammersreuth, Groppenheim, Pfaffenreuth, Mähring, Schönthann, Konnersreuth, Poppenreuth, Redenbach und Hofteich zum Kloster. Anfang des 13. Jahrhunderts war ein Angehöriger derer von Saaleck von der Sperrburg Saaleck an der Saale bei Bad Kösen im Bereich des Limes Sorabicus als Ministeriale im Dienst des Klosters. 1217 konnte Tirschenreuth erworben werden, das sich zum weltlichen Zentrum des Stiftlandes entwickeln sollte und  1294/95 folgten Falkenberg und Liebenstein mit ihren Burgen. 1297 ging Wiesau ans Kloster, es musste aber schon 1348 wieder verkauft werden. Johannes III. von Elbogen war 1310 bis 1323 der erste Abt, der aus dem Egerland stammte. 1348 verkaufte Abt Franz Kübel das Schönbacher Ländchen an Rüdiger von Sparneck, eine Rückabwicklung dieses Erwerbs scheiterte am Widerstand der Sparnecker. Auf kaiserlichen Befehl erließen 1359 alle jüdischen Kreditgeber dem stark verschuldeten Kloster Waldsassen die Kredite.  Nach 1400 gab es zeitweilig drei Äbte von Waldsassen gleichzeitig, dieses Schisma wurde 1415 auf dem Konzil von Konstanz beendet. Ab dem Jahr 1411 stand die Abtei nicht mehr unter dem Schutz der böhmischen Könige, sondern hatte sich die Pfalzgrafen als weltlichen Protektor erwählt, das ist insofern verständlich, weil zuvor Abt Konrad II. König Ruprecht unterstützt hatte und dafür zeitweise sogar Schwandorf (1407) zum Dank erhielt. 1414 erkannte dies auch König Sigismund reichsrechtlich an. Die Waldsassener Äbte mehrten ihren Besitz weiter, vor allem unter Johannes VI. Wendel aus Weiden, systematisch zu einem geschlossenen Herrschaftsgebiet, dem sogenannten Stiftland auf bayerischer Seite, insbesondere die Probstei Hohenstein wurde 1442 vom Kloster Reichenbach gekauft. Neuhaus konnte endgültig erst 1515 von den Leuchtenbergern erworben werden.
Während des Landshuter Erbfolgekrieges (1503/05) und durch Heerhaufen der böhmischen Hussiten wurde das Kloster wiederholt geplündert und auf deren Rückzug von Nürnberg durch die Oberpfalz nach Böhmen 1430 in Brand gesetzt. Während des Bauernkrieges kam es im Mai 1525 auch im Stiftland zu einem Aufstand, nach der Flucht des Abtes Nikolaus V. Seber nach Eger wurde das Kloster von revoltierenden Bauern gestürmt und geplündert. Pfälzische Truppen marschierten kurz darauf ein und einigten sich mit den Aufständischen, woraufhin der Abt resignierte. 1537 ließ Pfalzgraf Friedrich II., der kurpfälzische Statthalter der Oberpfalz, den damaligen römisch-katholischen Abt Georg III. Agmann gefangen nehmen und besetzte das Kloster vorübergehend. Kaiser Karl V. setzte danach weltliche Administratoren für die Verwaltung des reichsunmittelbaren Klosters ein. Die Dominanz der Pfälzer nahm in den Folgejahren stetig zu. Im Jahre 1569 wurde das Kloster Waldsassen unter dem lutherischen Pfalzgrafen und Administrator Reichard (ebenfalls aus dem Haus Wittelsbach) lutherisch und war danach von 1571 bis 1669 ein kurpfälzisches Pflegamt. Im Jahre 1617 waren die Klostergebäude für Friedrich V., den sogenannten Winterkönig, und sein Gefolge ein kurzzeitiger Wohnsitz bei seiner Reise über Eger nach Prag zu seiner Krönung als König von Böhmen. Das Stiftland war über drei Generationen evangelisch-lutherisch. Teilverkäufe reduzierten den umfangreichen Grundbesitz.
Bei der Rekatholisierung des Landes nach dem Dreißigjährigen Krieg (1618–1648) ab 1661 erfolgte eine Wiederbesiedlung der Zisterze Waldsassen durch das Zisterzienserkloster Fürstenfeld. 1690 wurde das Kloster wieder zur Abtei erhoben, erhielt den vorhandenen Besitz und dessen beachtliche Einkünfte zurück, nicht jedoch seine Reichsunmittelbarkeit, da der Landesherr der bayerische Kurfürst war. Es begann eine zweite Blütezeit des Klosters und des Ortes Waldsassen. Die Klosteranlage war seit dem Jahr 1647 nach einer Brandschatzung durch schwedisch-evangelische Truppen desolat. Ab 1681 wurde ein Neubau begonnen, bedeutende Kirchenbaumeister wie Abraham Leuthner und die Gebrüder Dientzenhofer schufen eine der großartigen Barockkirchen Bayerns. 1704 fand die feierliche Weihe der Stiftsbasilika Waldsassen statt. 1727 war die Klosterbibliothek vollendet.
Das Kloster Waldsassen wurde 1803 im Zuge der Säkularisation in Bayern erneut aufgelöst. Der Grundbesitz des Stiftlands umfasste damals 715 km² mit 20.000 Untertanen, die Stadt Tirschenreuth, das Schloss Hardeck, sechs Marktorte (darunter Waldsassen und Konnersreuth) und mehr als 150 weitere Ortschaften. Die Klostergebäude gingen in bayerischen Landesbesitz über, die Klosterkirche wurde Pfarrkirche von Waldsassen. 1828 erwarb der Kaufmann Wilhelm Rother aus einem Egerer Patriziergeschlecht Teile des Klosterkomplexes und errichtete eine Kattunfabrik, die auf der Produktion von Filz und Tuch mit daraus hergestellter Fußbekleidung in den Klostergebäuden aufbaute. Sie war bis 1863 in Betrieb und linderte die wirtschaftliche Not der Bewohner Waldsassens und in den Orten der Umgebung.
Die Marktgemeinde Waldsassen und das Bistum Regensburg setzten sich in dieser Zeit für die Wiederbesiedlung des Klosters durch Ordensangehörige ein. Am 18. Dezember 1863 wurde das Kloster als Priorat der Zisterzienserinnen von Bischof Ignatius von Senestrey in Regensburg neu gegründet und als Kolonie von Landshut-Seligenthal besiedelt. Neben Oberin Cäcilia Schmid (1824 bis 1895) spielte dabei Klosteradministrator Michael Lorenz eine entscheidende Rolle. 1925 wurde das Kloster Waldsassen eine selbständige Abtei.
Seit dem Jahr 1949 wird der geschändete Christus von Wies von Bittstellern aus dem Egerland besonders verehrt. Er stammt aus der ehemaligen Wallfahrtskirche in Wies in Böhmen. Die verstümmelte, aus Holz geschnitzte Christusfigur war am Schlagbaum der nahen Grenze aufgefunden worden, als die Kirche und der Ort Wies im Zuge der Grenzbefestigungen gegen Bayern niedergerissen und dem Erdboden gleichgemacht wurden.
Im Jahre 1969 erhielt die Stiftskirche den päpstlichen Ehrentitel Basilica minor.

Innenraum der Stiftsbasilika
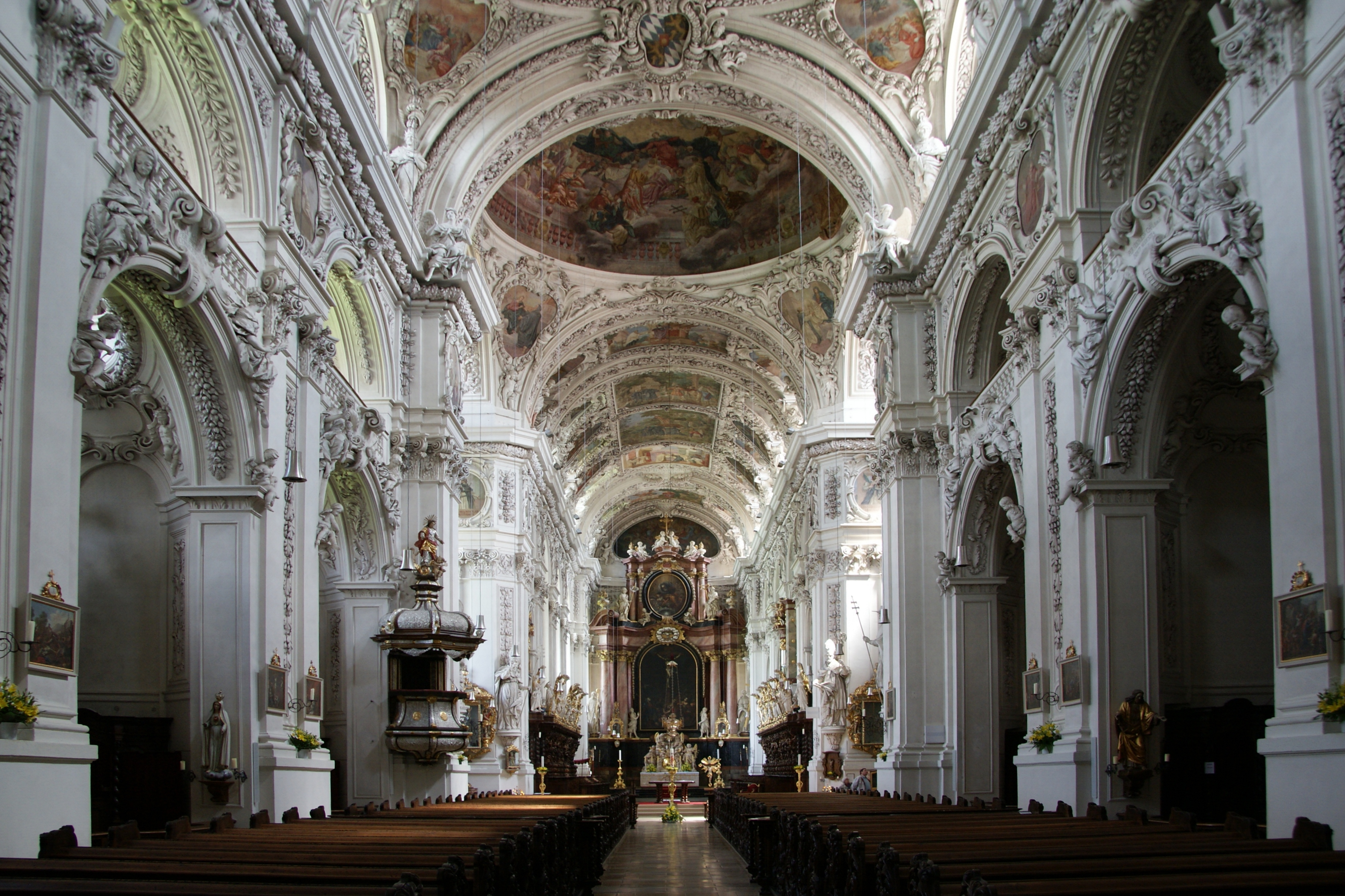
Langhaus, Blick zum Altar
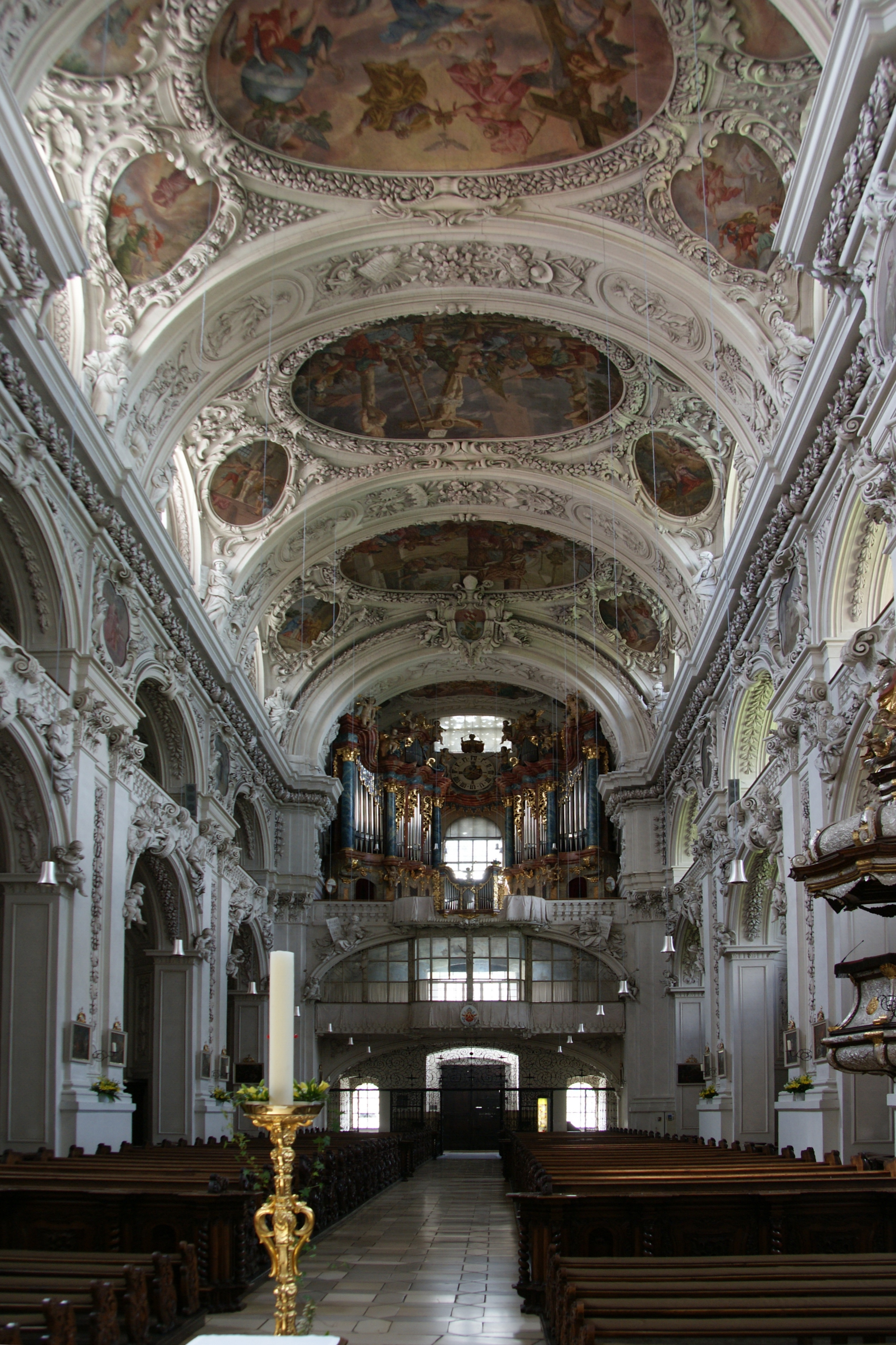
Langhaus, Blick zum Eingang
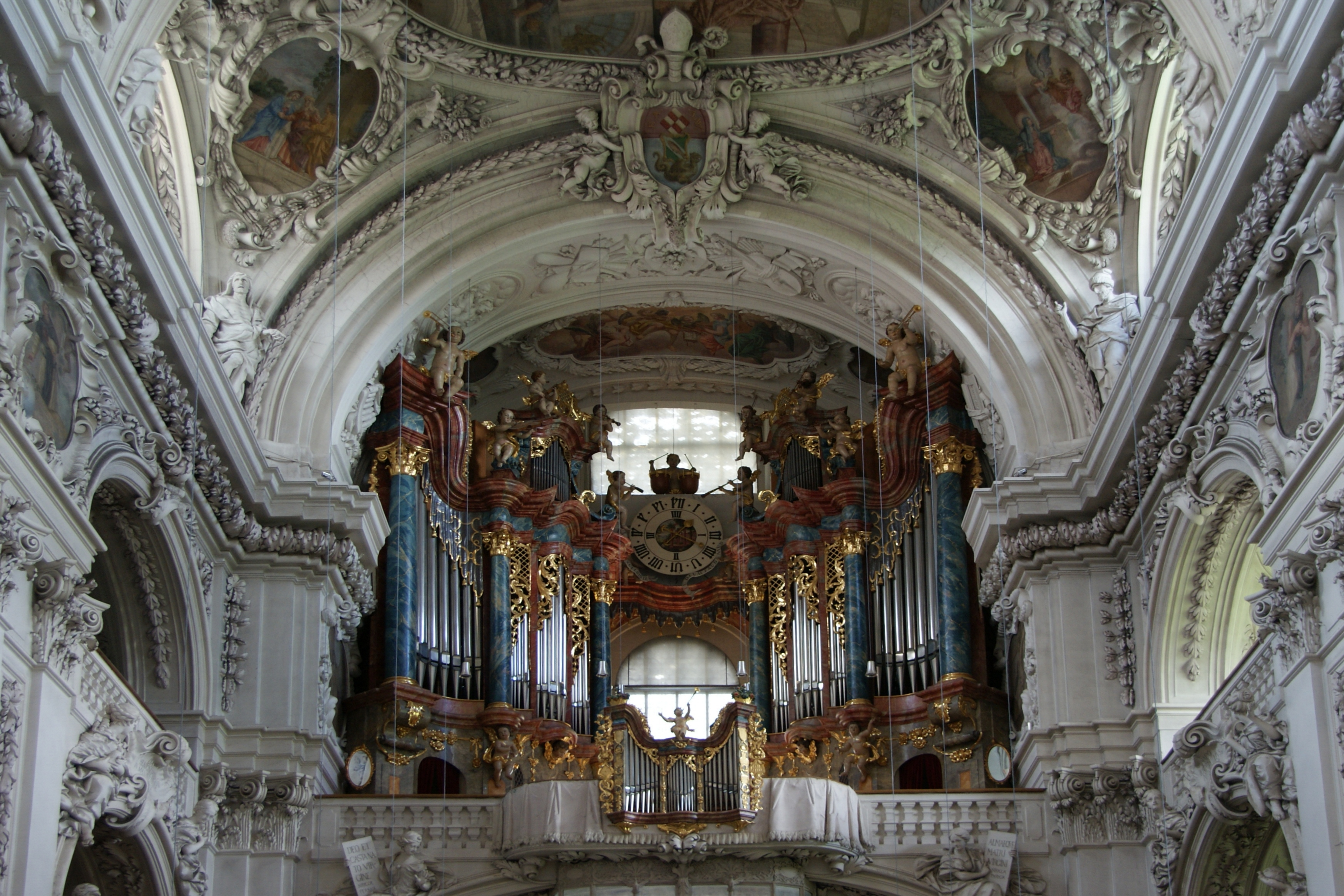
Hauptorgel

## Gegenwart
Seit Mitte der 1990er Jahre erlebt das Kloster Waldsassen einen Neuaufbruch. Im Zuge der ersten Generalsanierung seit der Barockzeit konnten die vom Verfall bedrohten Gebäude renoviert werden. Ein Gästehaus für ein Kultur- und Begegnungszentrum wurde errichtet. Seit September 2008 besteht eine Stiftung Kloster Waldsassen GmbH & Co. KG, die Betreiber des Kultur- und Begegnungszentrums Abtei Waldsassen und einer privaten, römisch-katholischen Realschule für Mädchen ist, in der auch Schwestern des Ordens der Zisterzienserinnen als Lehrkräfte tätig sind.
Der Konvent, zeitweise überaltert, erhält Zuwachs durch junge Schwestern und verdient ein Zubrot durch die Aufnahme und Versorgung der Gäste im Gästehaus St. Joseph, Anfertigung von Kunsthandwerk wie Paramentik, Gestaltung von Kerzen und den Verkauf der eigenen Erzeugnisse im Klosterladen.

## Äbtissinnen und Äbte
Reichsäbte von Waldsassen
- Gerlach, 1136–1165
- Daniel, 1165–1194
- Erkenbert, 1194/1196–1212
- Hermann, 1212–1220
- Eberhard, 1220–1246
- Johannes I., 1246–1266
- Giselbert, 1267–1270
- Lambert, 1270–1286
- Johannes II., 1274–1286
- Theoderich, 1286–1302
- Otto, 1302–1304
- Heinrich Heidenreich, 1304
- Udalrich, 1304–1310
- Johannes III., 1310–1323
- Johannes IV. Grübel, 1323–1337
- Franz Kübel, 1337–1349
- Heinrich I. Rulb, 1349–1357
- Nikolaus I. Steinkelner, 1357–1360
- Nikolaus II., 1360–1362
- Johannes V. von Wirsberg, 1363–1371
- Konrad I. Heidenreich, 1371–1393
- Konrad II., 1393–1417
- Nikolaus III. Eppenreither, 1417–1433
- Johannes VI. Wendel, 1433–1461
- Nikolaus IV. Peisser, 1461–1479
- Udalrich II. Birker, 1479–1486
- Erhard I. Jakobi, 1486–1493
- Erhard II. Spede, 1493–1494
- Georg I. Engel, 1494–1512
- Andreas Metzl, 1512–1524
- Nikolaus V. Seber, 1524–1526
- Valentin Fischer, 1526–1529
- Georg II. Schmucker, 1529–1531
- Georg III. Agmann, 1531–1537

Äbte des Mediatklosters Waldsassen
- Martin Dallmayr (Dallmayer), 1670 erscheint der Abt des Klosters Fürstenfeld auch als Abt von Waldsassen, gestorben am 22. April 1690
- Albert Hausner, 1690–1710, seit 1676 Pfarrer von Waldsassen
- Anselm Schnaus, 1710–1724
- Eugen Schmid, 1724–1744
- Alexander Vogel, 1744–1756
- Wigand Deltsch, 1756–1792
- Athanasius Hettenkofer, 1793–1803

Äbtissinnen des Frauenklosters Waldsassen
- Richmunda Herrnreither, 1925–1951 (seit 1911 Priorin)
- Raphaela Beck, 1951–1974
- Immaculata Baumann, 1974–1992
- 1992–1995 Vakanz
  - Administratorin Columba Baumgartner aus Seligenthal 1992–1994
  - Administratorin Benedikta Schedl aus Marienkron 1994–1995
- Laetitia Fech, seit 1995

## Stiftsbibliothek
Die prachtvolle Stiftsbibliothek der Abtei Waldsassen wurde unter Abt Eugen Schmid (reg. 1724–1764) durch Künstler wie den Bildhauer Karl Stilp, den Freskenmaler Karl Hofreiter und den Holzschnitzer Andreas Witt neu gestaltet. Der Bestand von ca. 19.000 Bänden wurde bis auf 3.520 Bücher nach der Säkularisation in Bayern nach München gebracht und teilweise verkauft. Die Bibliothek ist ein begehrtes Tourismusziel in der Oberpfalz.

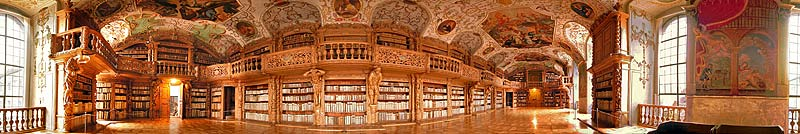
Panoramabild der Stiftsbibliothek von Waldsassen